# Ever Amarilla
Ever Luciano Amarilla Barreto (* 13. August 1984 in Asunción) ist ein ehemaliger paraguayischer Fußballspieler auf der Position eines Stürmers.

## Karriere
Ever Amarilla begann seine Karriere bei Ita Ybate und spielte während seiner sportlichen Laufbahn überwiegend bei Vereinen aus seinem Heimatland. Auslandserfahrung sammelte der Offensivakteur von 2009 bis 2010 bei den chilenischen Klubs Curicó Unido sowie Deportes Puerto Montt und 2017 in Andorra bei UE Engordany.